# Julie Kavner
Julie Deborah Kavner (Los Angeles, 7 settembre 1950) è un'attrice e doppiatrice statunitense.
È nota per essere la doppiatrice originale di Marge Simpson nella serie animata I Simpson, nella quale presta la voce anche a Patty, a Selma e a Jacqueline Bouvier.

## Biografia
Secondogenita di Rose, consulente familiare, e David Kavner, mobiliere, diviene conosciuta nel 1974 quando interpreta il ruolo di Brenda Morgenstern nella nota serie televisiva statunitense Rhoda, trasmessa in Italia nel 1979 nel corso del contenitore pomeridiano "Buonasera con..."; l'interpretazione le vale 4 candidature ai Golden Globe e una statuetta agli Emmy Award (nel 1978), oltre ad altre 3 candidature per lo stesso premio. Sul grande schermo recita in varie pellicole di Woody Allen: Hannah e le sue sorelle (1986), Radio Days (1987), New York Stories (1989), nell'episodio Edipo relitto, Don't Drink the Water (1994) e Harry a pezzi (1997).
Dal 1987 al 1990 è nel cast del programma TV The Tracey Ullman Show, all'interno del quale vengono lanciati per la prima volta I Simpson. Nel celebre cartone animato la Kavner lavora come doppiatrice di Marge Simpson e delle sue sorelle Patty e Selma Bouvier; tale doppiaggio le vale un secondo Emmy Award nel 1992; lavora in tale ruolo in tutte le edizioni finora prodotte, compreso il lungometraggio I Simpson - Il film (2007). Dal 2007 doppia Marge in alcuni cortometraggi a tema natalizio su I Simpson. Nel 2004 doppia la mamma di Timon nella versione originale di Il re leone 3 - Hakuna Matata. 

## Filmografia parziale

### Attrice

#### Cinema
- National Lampoon's Movie Madness, regia di Bob Giraldi e Henry Jaglom (1982)
- Facoltà di medicina (Bad Medicine), regia di Harvey Miller (1985)
- Hannah e le sue sorelle (Hannah and Her Sisters), regia di Woody Allen (1986)
- Radio Days, regia di Woody Allen (1987)
- Mi arrendo... e i soldi? (Surrender), regia di Jerry Belson (1989)
- New York Stories (episodio Edipo relitto), regia di Woody Allen (1989)
- Risvegli (Awakenings), regia di Penny Marshall (1990)
- Alice, regia di Woody Allen (1990)
- Ombre e nebbia (Shadows and Fog), regia di Woody Allen (1991)
- This Is My Life, regia di Nora Ephron (1992)
- Una figlia in carriera (I'll Do Anything), regia di James L. Brooks (1994)
- Forget Paris, regia di Billy Crystal (1995)
- Harry a pezzi (Deconstructing Harry), regia di Woody Allen (1997)
- Judy Berlin, regia di Eric Mendelsohn (1999)
- Story of a Bad Boy (1999)
- Barn Red, regia di Richard Brauer (2004)
- Cambia la tua vita con un click (Click), regia di Frank Coraci (2006)

#### Televisione
- Rhoda - serie TV (1974-1978)
- No Other Love - Film TV (1979)
- Revenge of the Stepford Wives - Film TV (1980)
- A Fine Romance - Film TV (1983)
- Don't Drink the Water, regia di Woody Allen - film TV (1994)
- Single in attesa di divorzio - Film TV (1996)
- Tracey Takes On... (1996-1999)

### Doppiatrice
- Il dottor Dolittle (1998)
- Il re leone 3 - Hakuna Matata (2004)
- I Simpson (The Simpsons) - serie TV, 617 episodi (1989-in corso)

## Doppiatrici italiane
Nelle versioni in italiano dei suoi film, Julie Kavner è stata doppiata da: 
- Rita Savagnone in Cambia la tua vita con un click
- Roberta Greganti in Radio Days
- Solvejg D'Assunta in New York Stories
- Anna Rita Pasanisi in Risvegli
- Ida Sansone in Una figlia in carriera
- Vanna Busoni in Hannah e le sue sorelle

Da doppiatrice è sostituita da:
- Liù Bosisio ne I Simpson
- Paola Giannetti ne Il re leone 3 - Hakuna Matata
- Francesca Guadagno in Il dottor Dolittle
- Sonia Scotti ne I Simpson (Marge e Jacqueline stagione 23+)
- Paila Pavese ne I Simpson (Jacqueline stagione 27x3)
- Antonella Alessandro ne I Simpson (Patty e Selma stagione 22+)